# Lycodryas
Lycodryas är ett släkte av ormar. Lycodryas ingår enligt Catalogue of Life i familjen snokar och enligt The Reptile Database i familjen Pseudoxyrhophiidae. 
Arterna är med en längd över 150 cm stora och smala ormar. De förekommer på Madagaskar och på Komorerna. Släktmedlemmarna har främst grodor och ödlor som föda. Honor lägger antagligen ägg.
Arter enligt Catalogue of Life:
- Lycodryas maculatus
- Lycodryas sanctijohannis

The Reptile Database infogar Lycodryas sanctijohannis som synonym i Lycodryas maculatus och listar dessutom följande arter:
- Lycodryas carleti
- Lycodryas citrinus
- Lycodryas cococola
- Lycodryas gaimardi
- Lycodryas granuliceps
- Lycodryas guentheri
- Lycodryas inopinae
- Lycodryas inornatus